# Krivaja (Zavidovići)
Pour les articles homonymes, voir Krivaja.
Krivaja (en cyrillique : Криваја) est un village de Bosnie-Herzégovine. Il est situé dans la municipalité de Zavidovići, dans le canton de Zenica-Doboj et dans la fédération de Bosnie-et-Herzégovine. Selon les premiers résultats du recensement bosnien de 2013, il compte 1 347 habitants.

## Géographie
Le village est situé au bord de la rivière Krivaja, un affluent droit de la Bosna.

## Démographie

### Évolution historique de la population dans la localité
| 1948 | 1953 | 1961 | 1971  | 1981  | 1991  | 2013  |
| ---- | ---- | ---- | ----- | ----- | ----- | ----- |
| -    | -    | 805  | 1 057 | 1 242 | 1 341 | 1 347 |

|  |